# 久本憲夫
久本 憲夫（ひさもと のりお、1955年5月3日 - ）は、日本の経済学者。京都大学大学院経済学研究科教授。専門は、社会政策論、労使関係論、労働経済学。

## 略歴
福岡県出身。最終学歴は、京都大学博士課程。所属学会は、社会政策学会、日本労務学会、日本労使関係研究協会、進化経済学会。
『多様な正社員』など雇用形態における新しいモデルを発表したことで有名である。

## 著作

### 単著
- 『企業内労使関係と人材形成』（有斐閣, 1998年）
- 『正社員ルネサンス―多様な雇用から多様な正社員へ』（中央公論新社, 2003年）

### 共著
- （石田光男、藤村博之、松村文人）『日本のリーン生産方式―自動車企業の事例』（中央経済社, 1997年）
- （竹内治彦）『ドイツ企業の賃金と人材育成』（日本労働研究機構, 1998年）
- （中村二朗、八代尚宏、太田聡一、阿部正浩、大竹文雄、中村恵、玄田有史、大橋勇雄）『日本経済の構造調整と労働市場』（日本評論社, 1999年）
- （玉井金五）『高度成長のなかの社会政策―日本における労働家族システムの誕生』（ミネルヴァ書房, 2004年）
- （電機連合総合研究企画室）『企業が割れる!電機産業に何がおこったか―事業再編と労使関係』(日本評論社, 2005年）